# Naturschutzgebiet Faules Siepen

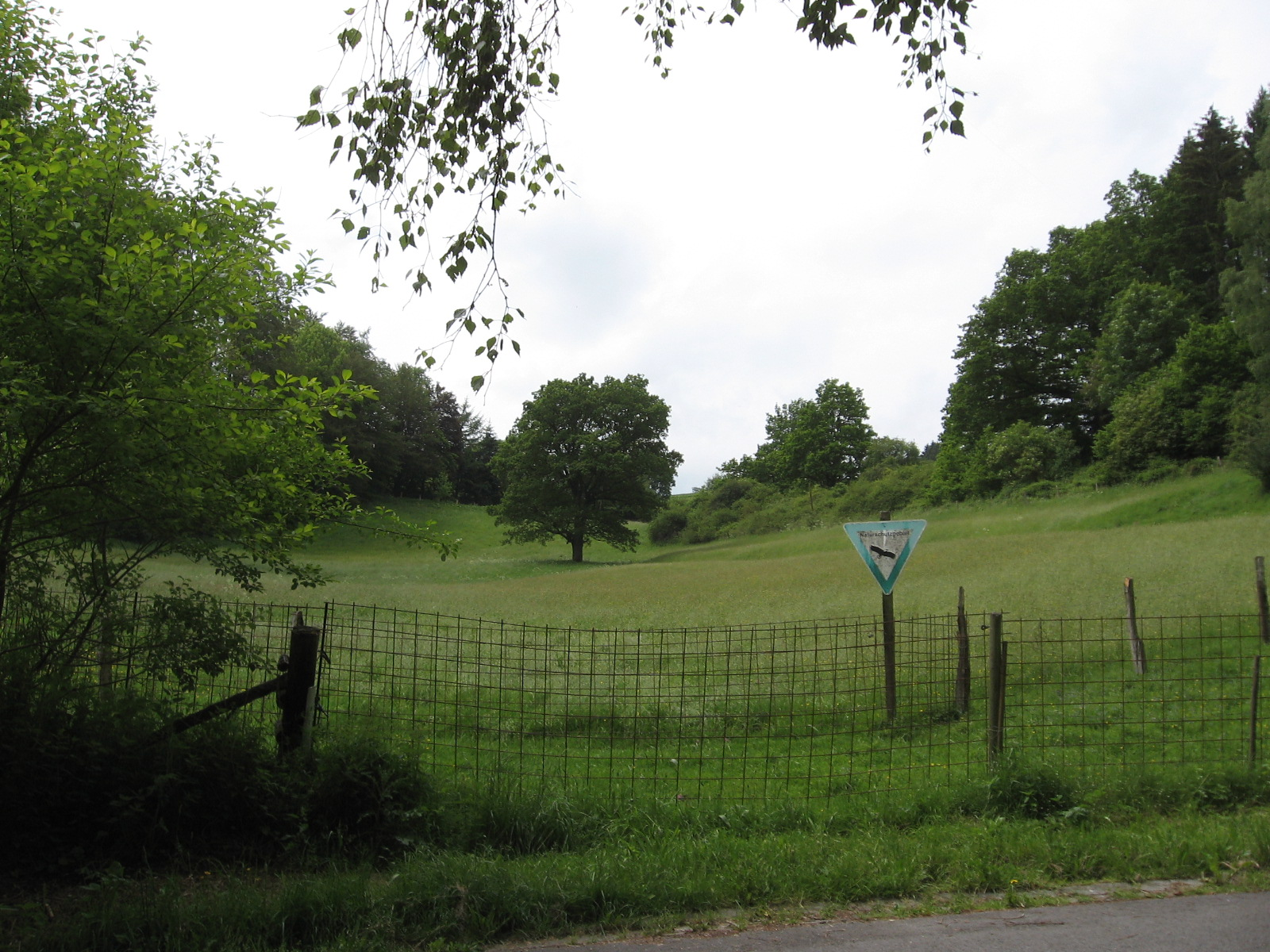
Nördliche Teil des NSG Faules Siepen

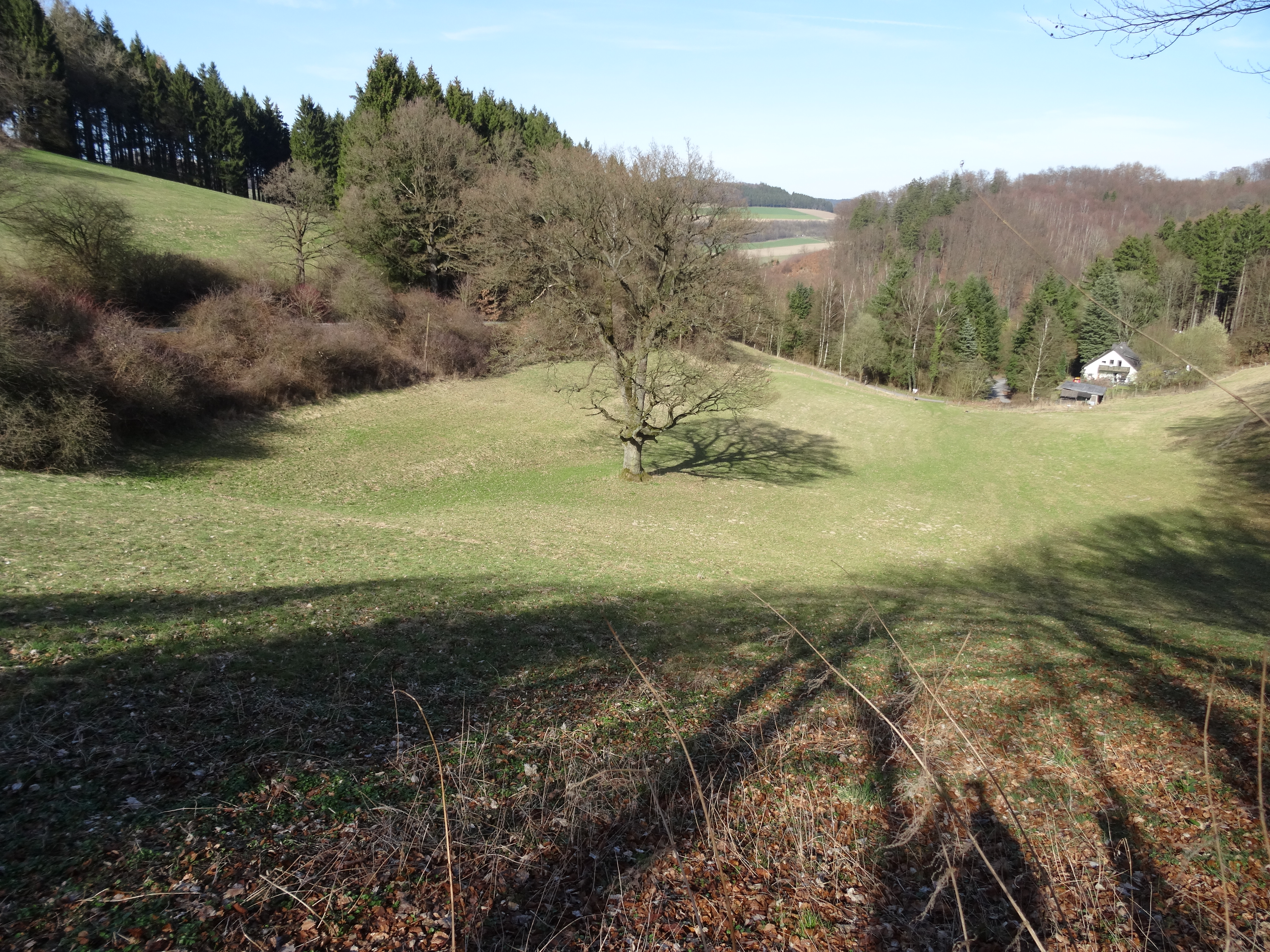
Blick nach Norden

Das Naturschutzgebiet Faules Siepen mit einer Flächengröße von 5,88 ha liegt südlich von Wehrstapel im Stadtgebiet von Meschede. Das Gebiet wurde 1994 durch den Kreistag des Hochsauerlandkreises mit dem Landschaftsplan Meschede als Naturschutzgebiet (NSG) mit einer Flächengröße von 5,6 ha ausgewiesen. Bei der Neuaufstellung des Landschaftsplanes Meschede wurde das NSG dann erneut ausgewiesen und vergrößert.

## Gebietsbeschreibung
Beim NSG handelt es sich um ein tief eingeschnittenes Tal. Das Tal teilt sich in einen südlichen Waldteil und einen nördlichen Grünlandteil. Der obere südlichen Talbereich liegen Felsbändern des ruhrtalbegleitenden Sparganophyllum-Kalkzuges und im nördlichen Waldteil kalkreicher Wallener Schiefer. Der Wald ist überwiegend mit Rotbuchen bestanden. Ein Teil der Buchen bildete noch 1994 einen Altholzbestand. 2020 stand im Süden nun ein Stangenholz-Buchenwald mit größeren Eschenanteilen und im nördlichen Waldteil eine Buchenwald-Naturverjüngung.  2020 standen lediglich am West- und Südrand des Bestandes noch Altbäume. Der Wegebereich Boden ist mit Bauschutt ausgebaut worden, der laut Landschaftsplan zu beseitigen ist.
Der nördliche Teil des Tales die zum Nierbachtal abfällt befindet sich eine Mähweide mit extensiver Bewirtschaftung, randlichen Hecken, einer solitären Alteiche und einigen
Magerkeitszeigern im Nordzipfel.  Im NSG gibt es eine Quelle.

## Pflanzenarten im NSG
Auswahl vom Landesamt für Natur, Umwelt und Verbraucherschutz Nordrhein-Westfalen dokumentierte Pflanzenarten im Gebiet: Dorniger Schildfarn, Fuchssches Greiskraut, Gras-Sternmiere, Heidelbeere, Rotes Straußgras, Oregano, Scharfer Hahnenfuß, Waldmeister, Weiße Hainsimse, Weißes Labkraut, Wiesen-Knäuelgras, Wiesen-Flockenblume und Wolliges Honiggras.

## Schutzzweck
Zum Schutzzweck des NSG führte der Landschaftsplan auf: „Schutz eines vielfältig strukturierten Talraum-Biotopkomplexes mit naturnahen Buchenwald- und Felsbiotopen sowie kleinflächigen artenreichen Saum- und Extensivgrünland-Lebensräumen; Erhaltung eines kleinen, identitätsstiftenden Kulturlandschaftskomplexes im Nahbereich des Ruhrtal-Siedlungsbandes.“